# Agrotis proverai
Agrotis proverai is een vlinder uit de familie uilen (Noctuidae). De wetenschappelijke naam is voor het eerst geldig gepubliceerd in 2010 door Zilli, Fibiger, Ronkay & Yela.
De soort komt voor in Europa.